# بطولة أوروبا للألعاب المائية 1931
بطولة أوروبا للألعاب المائية 1931 هو الموسم الثالث من بطولة أوروبا للألعاب المائية، عقد في الفترة 23–30 أغسطس من 1931، وجرت المنافسات في مدينة باريس، فرنسا، ونظمت من قبل الاتحاد الأوروبي للسباحة.

## النتائج
| م        | الذهبية | الفضية  | البرونزية |
| -------- | ------- | ------- | --------- |
| الفائزين | المجر   | ألمانيا | هولندا    |